# رسن (بردسکن)
رسن نام روستایی از توابع بخش انابد شهرستان بردسکن در استان خراسان رضوی است. این روستا در دهستان درونه قرار دارد و براساس سرشماری مرکز آمار ایران در سال ۱۳۸۵، جمعیت آن ۱۴۷ نفر (۳۵ خانوار) بوده است.